# Nikita (film)
Nikita (även känd som La femme Nikita) är en fransk-italiensk action-thrillerfilm från 1990 i regi av Luc Besson.

## Handling
Efter ett rån döms den unga Nikita för mord på tre poliser till livstids fängelse. Men efter några år får hon en ny chans. Underrättelsetjänsten behöver en kvinnlig mördare. Officiellt död av en överdos lugnande medel utbildas hon i statens tjänst och släpps så småningom ut — för tjänstgöring! Då detta blir aktuellt har hon träffat och flyttat ihop med en man och dubbelspelet blir alltmer intrasslat. 

## Amerikansk nyinspelning
Kodnamn: Nina heter Hollywood-versionen från 1993 med Bridget Fonda i huvudrollen.

## Rollista (urval)
- Anne Parillaud – Nikita
- Marc Duret – Rico
- Patrick Fontana – Coyotte
- Alain Lathière – Zap
- Tchéky Karyo – Bob
- Jeanne Moreau – Amande
- Jean Reno – Victor